# Landsberg am Lech
Landsberg am Lech là một đô thị ở tây nam bang Bayern,  Đức, cách München khoảng 65 km về phía tây và cách Augsburg 35 km về phía nam. Đây là thủ phủ của huyện Landsberg am Lech.

## Địa điểm đáng tham quan

### Kiến trúc

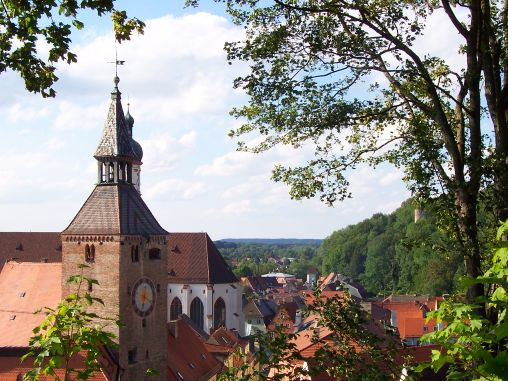
Nhìn từ Schlossberg tới phía sau của phố cổ

#### Phố cổ
Trung tâm là Công trường chính có hình tam giác khác thường. Nằm ở giữa là bồn nước Marienbrunnen, được xây dựng vào khoảng năm 1700. Ở phía tây của nó là tòa thị chính cổ với mặt tiền kiểu rococo tráng lệ, thiết kế bởi Dominikus Zimmermann. Ở phía tây nam của quảng trường là tu viện Ursuline trước đây, với nhà thờ tu viện dựa trên kế hoạch của Dominikus Zimmermann. Ở phía đông bắc, quảng trường chính được giới hạn bởi tòa tháp Schmalzturm (còn được gọi Schöner Turm), một tòa tháp của thành phố có từ thế kỷ 13.
Xa hơn về phía bắc, nhà thờ giáo xứ Đức Mẹ Maria ngự trị khu phố cổ của Landsberg. Tòa nhà Gothic ban đầu được thiết kế lại theo phong cách baroque vào khoảng năm 1708. Bên trong có vẻ lộng lẫy kiểu thời baroque thịnh hành mà Matthias Stiller và Jörg Pfeifer đã góp một phần công sức vào.

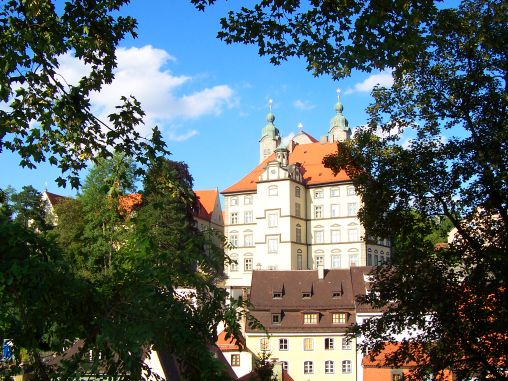
Nhà thờ Malteser với bảo tàng thành phố mới

Nằm khuất trong Vorderen Anger (khu phố cổ phía bắc) là Johanniskirche, cũng là một thiết kế của Dominikus Zimmermann, được coi là một trong những công trình kiến trúc sáng tạo, quyến rũ nhất của Rococo ở Bayern.

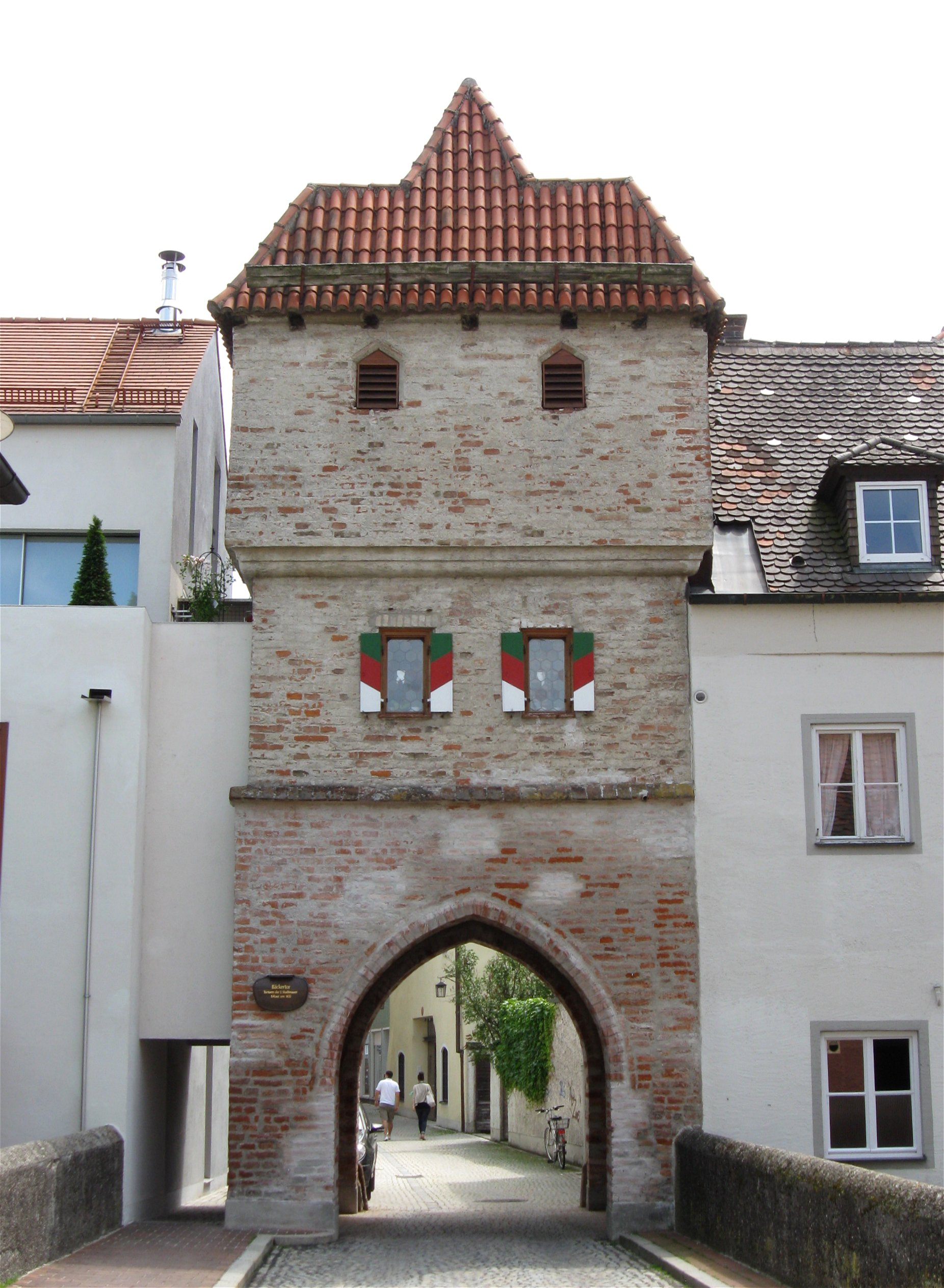
Bäckertor

Ở phía tây của khu phố cổ là khu sản xuất muối (thứ nguyên liệu được ví như vàng trong thời đại Trung cổ). Hiện tại, khu này được sử dụng làm khu dân cư và các tòa nhà thương mại, ngoài ra còn là thư viện thành phố và kho lưu trữ thành phố.
Từ Schmalzturm trên quảng trường chính, Alte Bergstrasse dẫn lên "núi" đến bờ cao phía đông. Lưu thông bên trái là bắt buộc trên con đường rất hẹp và dốc cho đến những năm 1950. Dãy nhà lãng mạn, đẹp như tranh vẽ trong "Hexenviertel" và Landsberger Schlossberg nằm ở phía nam của Alte Bergstrasse. Bản thân lâu đài (Landespurch, tên được đặt cho thành phố), đã bị phá bỏ vào năm 1800–1810.
Trên "núi" có các tòa nhà trước đây của Dòng Tên: Nhà thờ Thánh giá Linh thiên (còn gọi là Nhà thờ Maltese, được thánh hiến năm 1754), trường cao đẳng Dòng Tên trước đây (ngày nay là Heilig Geist Spital) và trường ngữ pháp trước đây của Dòng Tên (ngày nay là Bảo tàng Thành phố Mới).
Khu phố cổ được bao quanh bởi ba bức tường thành, phần lớn chúng vẫn được bảo tồn tốt. Cùng với chúng có Dachlturm và Sandauer Tor ở phía bắc, Bäckertor và Färbertor ở phía tây và Nonnentörl và Jungfernsprung ở phía nam. Tuy nhiên, điểm nổi bật của các công sự thành phố Landsberg là Bayertor ở phía đông, được xây dựng vào năm 1425, một trong những cổng thành hùng vĩ nhất và đẹp nhất ở miền nam nước Đức.
Phía trước khu phố cổ là đập nước Lech (Karolinenwehr) bốn tầng, một cảnh quan nổi bật của thành phố. Ở phía tây của nó, ngay phía trước Karolinenbrücke, có tượng "cha Lech", một tác phẩm điêu khắc lớn hơn người thường từ năm 1952, ám chỉ tầm quan trọng của dòng sông đối với Landsberg.

## Thành phố kết nghĩa
- Bushey, Vương quốc Anh
- Failsworth, Vương quốc Anh
- Hudson, Ohio, Hoa Kỳ
- Rocca di Papa, Ý
- Saint-Laurent-du-Var, Pháp
- Siofok, Hungary
- Waldheim, Đức

## Sources
- Burgett, Daniel R. (2001). Beyond the Rhine. New York: Dell Publishing. tr. 119–134.